# 基斯諾斯島

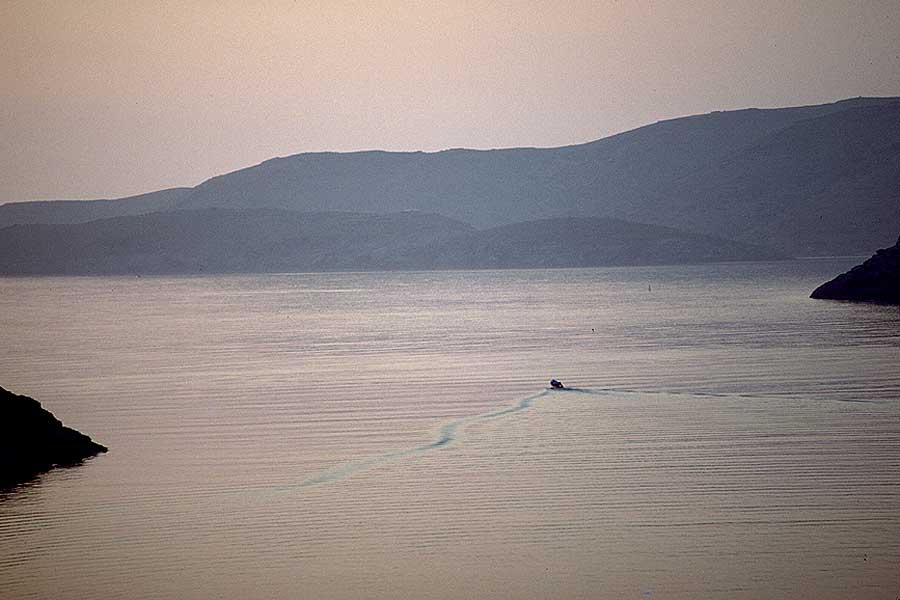

基斯諾斯島是希臘的島嶼，位於凱阿島和塞里福斯島之間，属于基克拉泽斯群岛。長21公里、寬8.6公里，面積100平方公里，海岸線長度約100公里，2009年人口1,538。行政上该岛隶属于南愛琴大區凯阿-基斯诺斯专区的基斯诺斯市镇。

## 外部連結
- 基斯诺斯市镇官方网站 （页面存档备份，存于） （希腊文）